# おさんぽぽいぽい
おさんぽぽいぽいは、第69回（2002年度）NHK全国学校音楽コンクール小学校の部課題曲。作詞：角野栄子、作曲：新実徳英。

## 概要
最初の「おさんぽぽいぽい　おまじない」、1番と2番のおしまいの「はね（はだし）もってる？」、最後の「おさんぽぽいぽい」は無音程部分で、ここはどのような声でもよいことになっている。曲としてはかなり明るい曲である。